# Kutzingsee
Der Kutzingsee, auch Görsdorfer See ist ein Natursee auf der Gemarkung von Görsdorf b. Storkow, einem Ortsteil der Stadt Storkow (Mark) (Landkreis Oder-Spree, Brandenburg). Er gehört zum Naturpark Dahme-Heideseen.

## Geographie und Hydrographie
Der Kutzingsee ist ein im Großen und Ganzen breitbohnenförmiger See, der vollständig auf der Gemarkung von Görsdorf b. Storkow liegt, einem Ortsteil der Stadt Storkow (Mark). Der Kutzingsee hat eine Fläche von 32,3 ha, der Seespiegel liegt auf 34 m ü. NHN. Er hat eine Tiefe von etwa 6 m und ist nicht stabil geschichtet; der Trophie-Index wird mit 4,0 angegeben, d. h., er ist eutroph. Es gibt oberirdische Zuflüsse, den Laichgraben von Westen und ein namenloses Fließ von Südosten; der Abfluss erfolgt über den Laichgraben zum Köllnitzer Fließ und damit zum Wolziger See.
Das Ufer des Kutzingsees ist zu großen Teilen unbebaut und naturbelassen, kann aber über verschiedene Waldwege erreicht werden. Der See selbst bietet verschiedenen Wasservögeln einen Lebensraum.
Das östliche Ufer des Sees grenzt an den Görsdorfer Dorfkern. Ebenfalls am östlichen Ufer befindet sich ein kleiner Badestrand.

## Geschichte
Der See wird 1694 erstmals urkundlich genannt (Kuhzinke). 1712 und 1729 heißt es Kintzing und 1751 Kuhzwikke. Die Schmettausche Karte von 1767/87 verzeichnet ihn als Kuzing See. Im Urmesstischblatt 3749 Storkow von 1844 ist er als Görsdorfer See benannt. Der Name lässt sich nicht sicher deuten; vielleicht von einer alpb. Grundform *Kučnik zu *kuča = Haufen. Wie die Belege zeigen, wurde er volksetymologisch zu Kuh gestellt.
Um 1900 ließ der Baumeister Oscar Gregorovius das östliche Seeufer parzellieren, und es wurden hier Privatgrundstücke angelegt. Der in Berlin-Karlshorst tätige Gregorovius verkaufte diese zunächst als Wochenendgrundstücke an Karlshorster Bürger.

## Freizeit, Tourismus, Sport
Das Angeln im Kutzingsee ist mit einer entsprechenden Erlaubnis gestattet.

## Belege